# Юряхино
Юряхино (рос. Юряхино) — присілок в Калязінському районі Тверської області Російської Федерації.
Населення становить 0 осіб. Входить до складу муніципального утворення Нерльське сільське поселення.

## Історія
Від 2005 року входило до складу муніципального утворення Нерльське сільське поселення.

## Населення
| 2008 | 2010 |
| ---- | ---- |
| 0    | →0   |